# Erythria aureola
Erythria aureola är en insektsart som först beskrevs av Carl Fredrik Fallén 1806.  Erythria aureola ingår i släktet Erythria och familjen dvärgstritar. Arten är reproducerande i Sverige. Inga underarter finns listade i Catalogue of Life.